# Eygalayes
Eygalayes est une commune française située dans le département de la Drôme, en région Auvergne-Rhône-Alpes.

## Géographie

### Localisation
Eygalayes est situé à l'extrême sud-est de la Drôme à 8 km de Séderon.
La commune est desservie par la ligne d'autocars no 43 (Laragne - Mévouillon).

### Communes limitrophes
Les communes limitrophes sont  Ballons, Izon-la-Bruisse, Lachau, Les Omergues, Montfroc, Séderon et Vers-sur-Méouge.

### Géologie et relief
- Montagne de Palle (1484 m)[2].
- Col Saint-Jean (1159 m).

### Hydrographie
- La Méouge ;
- le Riançon, affluent de la Méouge ;
- L'Eygalayes : ruisseau qui a sa source sur la commune d'Izon et se jette dans la Méauge [Méouge], sur la commune d'Eygalayes, après un cours de 6,8 kilomètres. En 1891, il avait une largeur moyenne de 15 m, une pente de 408 m, un débit ordinaire de 0.10 m3, extraordinaire de 62 mètres cubes[3].

### Climat
Pour des articles plus généraux, voir Climat d'Auvergne-Rhône-Alpes et Climat de la Drôme.
En 2010, le climat de la commune est de type climat méditerranéen altéré, selon une étude du CNRS s'appuyant sur une série de données couvrant la période 1971-2000. En 2020, Météo-France publie une typologie des climats de la France métropolitaine dans laquelle la commune est exposée à un climat de montagne ou de marges de montagne et est dans la région climatique  Alpes du sud, caractérisée par une pluviométrie annuelle de 850 à 1 000 mm, minimale en été. 
Pour la période 1971-2000, la température annuelle moyenne est de 10,2 °C, avec une amplitude thermique annuelle de 17 °C. Le cumul annuel moyen de précipitations est de 973 mm, avec 7,6 jours de précipitations en janvier et 4,8 jours en juillet. Pour la période 1991-2020, la température moyenne annuelle observée sur la station météorologique de Météo-France la plus proche, sur la commune de Séderon à 7 km à vol d'oiseau, est de 9,7 °C et le cumul annuel moyen de précipitations est de 1 032,4 mm,. Pour l'avenir, les paramètres climatiques de la commune estimés pour 2050 selon différents scénarios d'émission de gaz à effet de serre sont consultables sur un site dédié publié par Météo-France en novembre 2022.

### Paysages
- Rives de la Méouge[2].

## Urbanisme

### Typologie
Au 1er janvier 2024, Eygalayes est catégorisée commune rurale à habitat très dispersé, selon la nouvelle grille communale de densité à 7 niveaux définie par l'Insee en 2022.
Elle est située hors unité urbaine et hors attraction des villes,.

### Occupation des sols
L'occupation des sols de la commune, telle qu'elle ressort de la base de données européenne d’occupation biophysique des sols Corine Land Cover (CLC), est marquée par l'importance des forêts et milieux semi-naturels (78 % en 2018), en augmentation par rapport à 1990 (76,7 %). La répartition détaillée en 2018 est la suivante : 
forêts (43,5 %), milieux à végétation arbustive et/ou herbacée (34,5 %), zones agricoles hétérogènes (13,6 %), terres arables (8,3 %). L'évolution de l’occupation des sols de la commune et de ses infrastructures peut être observée sur les différentes représentations cartographiques du territoire : la carte de Cassini (XVIIIe siècle), la carte d'état-major (1820-1866) et les cartes ou photos aériennes de l'IGN pour la période actuelle (1950 à aujourd'hui).

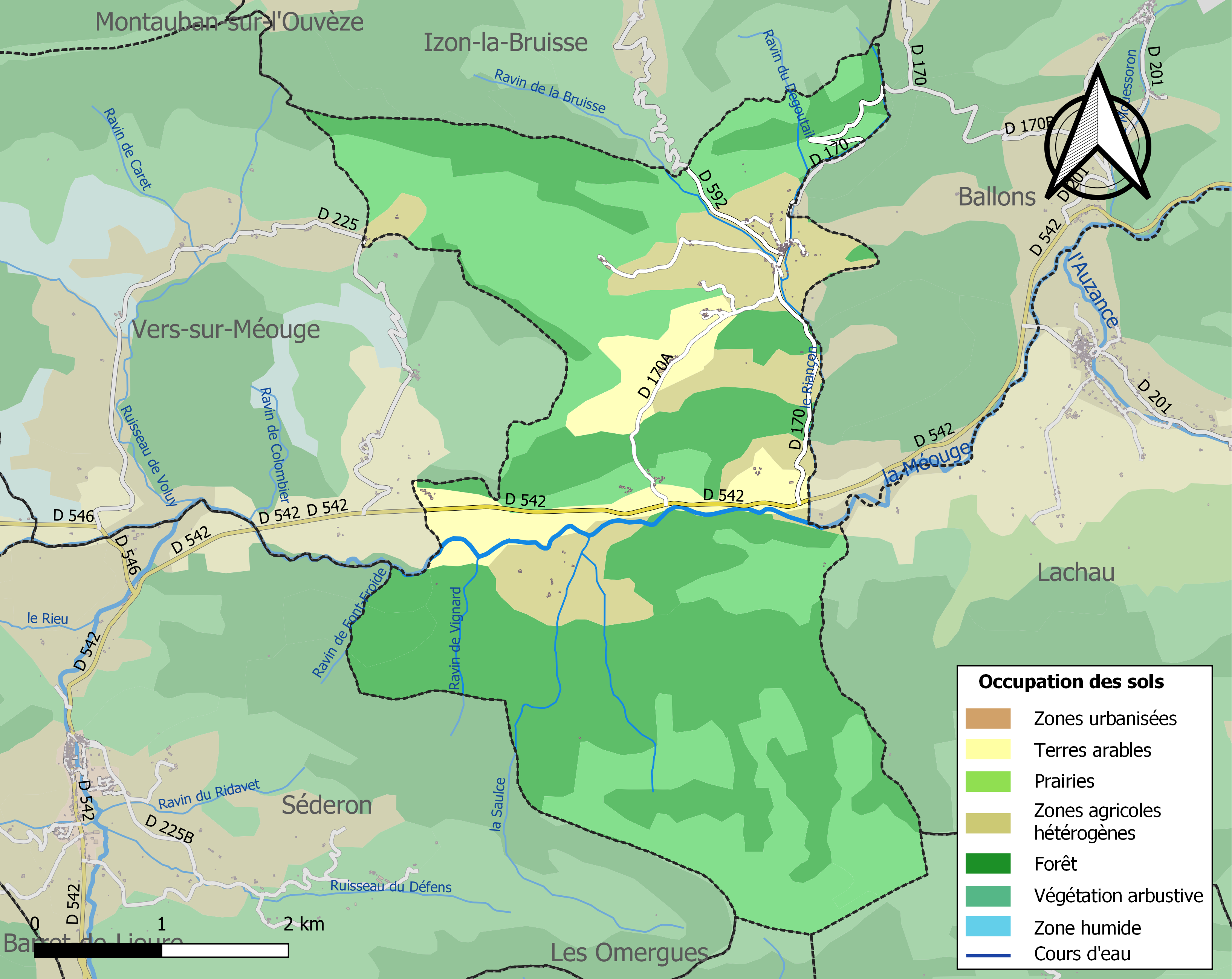
Carte des infrastructures et de l'occupation des sols de la commune en 2018 (CLC).

### Habitat et logement
En 2018, le nombre total de logements dans la commune était de 98, alors qu'il était de 88 en 2013 et de 90 en 2008.
Parmi ces logements, 46,2 % étaient des résidences principales, 51,8 % des résidences secondaires et 2,1 % des logements vacants. Ces logements étaient pour 96,8 % d'entre eux des maisons individuelles et pour 1,1 % des appartements.
Le tableau ci-dessous présente la typologie des logements à Eygalayes en 2018 en comparaison avec celle du Drôme et de la France entière. Une caractéristique marquante du parc de logements est ainsi une proportion de résidences secondaires et logements occasionnels (51,8 %), très  supérieure à celle du département (8 %) et à celle de la France entière (9,7 %). Concernant le statut d'occupation de ces logements, 74,4 % des habitants de la commune sont propriétaires de leur logement (83,8 % en 2013), contre 61,9 % pour le Drôme et 57,5 % pour la France entière.
| Typologie                                               | Eygalayes | Drôme | France entière |
| ------------------------------------------------------- | --------- | ----- | -------------- |
| Résidences principales (en %)                           | 46,2      | 83,3  | 82,1           |
| Résidences secondaires et logements occasionnels (en %) | 51,8      | 8     | 9,7            |
| Logements vacants (en %)                                | 2,1       | 8,6   | 8,2            |

## Toponymie
Dictionnaire topographique du département de la Drôme :
- 1344 : Aiquelaye (archives de la Drôme, E 2093).
- 1507 : L'universitat d'Aygolayo (archives de la Drôme, E 3045).
- 1513 : Aquelaye (archives de la Drôme, E 2557).
- 1516 : Argueleya (pouillé de Gap).
- 1516 : mention de la paroisse : Cura de Argualeya et Gaudichardo (pouillé de Gap).
- 1527 : Aigalaye (archives de la Drôme, E 1093).
- 1581 : Eyyalayes et Gaudissart (archives de la Drôme, E 3048).
- 1603 : Eygalaye les Gaudichart (archives de la Drôme, E 3058).
- XVIIe siècle : Esgalhie et Esgalaye (parcellaire).
- XVIIIe siècle : Esgallaye (Lacroix : L'arrondissement de Nyons, 289).
- 1891 : Eygalayes, commune du canton de Séderon.

Le nom de la commune viendrait de aqua (eau) et laye (forêt en langue romane).

## Histoire

### Préhistoire
Découverte d'outils de l'âge du Bronze.

### Du Moyen Âge à la Révolution
Terre qui porta pendant longtemps le nom de Gaudissard (voir ce nom), et dont une partie était en Dauphiné, bien que le gros de la terre fût en Provence.
- Après un différend avec les contrées voisines, le village de Gaudissard qui comportait un château sis sur une colline fut complètement rasé vers 1302. Un nouveau village fut construit non loin de là. Son nouveau nom apparaît dès 1346 comme étant celui d'Ayguelaye[15]. Une partie du village se trouve en Dauphiné (rive gauche du Riançon) et une autre en Provence (rive droite du Riançon, ru affluent de la Méouge).

La seigneurie :
- 1254 : possession des Rambaud (Raimbaud).
- 1302 : possession des Pontevez.
- La partie provençale est alors acquise par les comtes de Provence qui l'inféodent aux Baux de Brantes
  - 1394 : cette portion passe aux Sault.
  - 1477 : les Sault sont remplacés par Dominique Simon dit Seramusse.
  - Les Sault laisse leur portion aux Isoard de Chanarilles.
  - 1597 environ : vendue aux La Tour-Gouvernet, derniers seigneurs d'Eygalayes.
- La partie dauphinoise.
  - Possession des Mévouillon.
  - Vers 1308 : passe aux Adhémar (elle leur appartient encore en 1478).
  - Vraisemblablement acquise par les La Tour-Gouvernet en même temps que la partie provençale.

1300 (démographie) : environ 37 familles.
1787 (démographie) : 400 habitants.
Avant 1790, Eygalayes était du ressort du parlement et de l'intendance d'Aix, viguerie et recette de Sisteron. La paroisse fait partie du diocèse de Gap, dont l'église était dédiée aux saints Fabien,
Sébastien et Jacques, et dont les dîmes appartenaient au prieur du lieu (voir Le Prieuré).

#### Gaudissard
Dictionnaire topographique du département de la Drôme :
- 1299 : Universita de Gaudissardo (archives de la Drôme, E 3093).
- 1301 : De Gaudeysardo (Lacroix : L'arrondissement de Nyons, 291).
- 1344 : Castrum de Gaudissardo (Lacroix : L'arrondissement de Nyons, 291).
- 1516 : mention de la paroisse : Cura de Argualeya et Gaudichardo (pouillé de Gap).
- 1548 : Goudisard (archives de la Drôme, E 3330).
- 1588 : Goudisart (Lacroix : L'arrondissement de Nyons, 291).
- XVIe siècle : Godichard (Lacroix : L'arrondissement de Nyons, 291).
- 1603 : Gaudichard (archives de la Drôme, E 3053).
- 1891 : Gaudissard, quartier de la commune d'Eygalayes.

Ancien chef-lieu de la communauté et paroisse d'Eygalayes.
Le château, ruiné en 1302, semble avoir formé à l'origine un fief distinct qui, possédé tout d'abord par les barons de Mévouillon, fut donné aux Baux, en 1302, par le comte de Provence et passa ensuite par alliance aux Adhémar.

#### Le Prieuré
Dictionnaire topographique du département de la Drôme :
- 1115 : Ecclesia de Serreriis (archives de la Drôme, fonds de Saint-Ruf).
- 1302 : Ecclesia et claustrum de Cereriis (archives de la Drôme, E 3152).
- 1503 : Prioratus Sancti Jacobi de Sarreriis loci Aquelaye (Taulier, notaire à Valence).
- 1516 : Prioratus de Argualeya et de Gaudichando (pouillé de Gap).
- 1588 : Le prioré de Goudissart (archives de la Drôme, E 3330).
- 1891 : Le Prieuré, ferme et quartier de la commune d'Eygalayes.

Emplacement d'un ancien prieuré de l'ordre de Saint-Augustin, congrégation de Saint-Ruf, dit, tour à tour, de Serrières, de Gaudissard et d'Eygalayes, et dont le titulaire avait la collation de la cure et les dîmes de la paroisse d'Eygalayes.

### Révolution française et Empire
En 1790, Eygalayes est compris dans le canton de Montauban; mais la réorganisation de l'an VIII le fait entrer dans celui de Séderon.

### Époque contemporaine
Durant la Seconde Guerre mondiale, la commune est concernée par le Maquis Ventoux.

## Politique et administration

### Rattachements administratifs et électoraux

#### Rattachements administratifs
La commune se trouve depuis 1926 dans l'arrondissement de Nyons du département de la Drôme.  
Elle faisait partie depuis 1801 du canton de Séderon. Dans le cadre du redécoupage cantonal de 2014 en France, cette circonscription administrative territoriale a disparu, et le canton n'est plus qu'une circonscription électorale.

#### Rattachements électoraux
Pour les élections départementales, la commune fait partie depuis 2014 du canton de Nyons et Baronnies
Pour l'élection des députés, elle fait partie de la troisième circonscription de la Drôme.

### Intercommunalité
Eygalayes était membre de la petite  communauté de communes des Hautes Baronnies, un établissement public de coopération intercommunale (EPCI) à fiscalité propre créé fin 1999 et auquel la commune avait transféré un certain nombre de ses compétences, dans les conditions déterminées par le code général des collectivités territoriales.
Dans le cadre des dispositions de la loi portant nouvelle organisation territoriale de la République du 7 août 2015, qui prévoit que les établissements publics de coopération intercommunale (EPCI) à fiscalité propre doivent avoir un minimum de 15 000 habitants, cette intercommunalité a fusionné avec ses voisines pour former, le 1er janvier 2017, la communauté  de communes des Baronnies en Drôme provençale, dont est désormais membre la commune.

### Liste des maires
| Période                                  | Période                    | Identité                     | Étiquette | Qualité                                       |
| ---------------------------------------- | -------------------------- | ---------------------------- | --------- | --------------------------------------------- |
| Les données manquantes sont à compléter. |                            |                              |           |                                               |
| 1953                                     | mars 2001                  | André Nicolas                | PS        |                                               |
| mars 2001                                | mars 2008                  | Jacques Laurent              |           |                                               |
| mars 2008                                | mars 2014                  | Josette Fournier             |           |                                               |
| mars 2014                                | juillet 2020               | Marie-Claude Fontaine-Pascal | DVG       | Retraitée                                     |
| juillet 2020                             | automne 2022               | Georges Roméo                |           | Artisan ou commerçant retraité Démissionnaire |
| septembre 2022                           | En cours (au 30 mars 2023) | Éric Lyobard                 |           | Agriculteur                                   |

## Population et société

### Démographie
L'évolution du nombre d'habitants est connue à travers les recensements de la population effectués dans la commune depuis 1793. Pour les communes de moins de 10 000 habitants, une enquête de recensement portant sur toute la population est réalisée tous les cinq ans, les populations de référence des années intermédiaires étant quant à elles estimées par interpolation ou extrapolation. Pour la commune, le premier recensement exhaustif entrant dans le cadre du nouveau dispositif a été réalisé en 2006.

En 2022, la commune comptait 90 habitants, en évolution de +7,14 % par rapport à 2016 (Drôme : +2,64 %, France hors Mayotte : +2,11 %).
| 1793 | 1800 | 1806 | 1821 | 1831 | 1836 | 1841 | 1846 | 1851 |
| ---- | ---- | ---- | ---- | ---- | ---- | ---- | ---- | ---- |
| 441  | 454  | 420  | 442  | 467  | 469  | 478  | 460  | 458  |

| 1856 | 1861 | 1866 | 1872 | 1876 | 1881 | 1886 | 1891 | 1896 |
| ---- | ---- | ---- | ---- | ---- | ---- | ---- | ---- | ---- |
| 443  | 439  | 444  | 402  | 367  | 365  | 326  | 303  | 287  |

| 1901 | 1906 | 1911 | 1921 | 1926 | 1931 | 1936 | 1946 | 1954 |
| ---- | ---- | ---- | ---- | ---- | ---- | ---- | ---- | ---- |
| 266  | 233  | 259  | 251  | 194  | 181  | 159  | 162  | 134  |

| 1962 | 1968 | 1975 | 1982 | 1990 | 1999 | 2006 | 2011 | 2016 |
| ---- | ---- | ---- | ---- | ---- | ---- | ---- | ---- | ---- |
| 114  | 106  | 89   | 80   | 76   | 76   | 71   | 68   | 84   |

| 2021 | 2022 | - | - | - | - | - | - | - |
| ---- | ---- | - | - | - | - | - | - | - |
| 90   | 90   | - | - | - | - | - | - | - |

### Manifestations culturelles et festivités
- Fête patronale : dernier dimanche d'août. Fête communale : 28 août[2].

### Cultes
La paroisse catholique d'Eygalayes dépend du diocèse de Valence, doyenné de Buis-les-Baronnies.

## Économie
En 1992 : pâturages (ovins, bovins, caprins), lavande, tilleul, miel.

## Culture et patrimoine

### Lieux et monuments
- Église Saint-Sébastien d'Eygalayes, de style roman[2].
- Chapelle Saint-Jaumes : ancien prieuré[2].
- Monument aux morts de la Première Guerre mondiale dont la devise est : Le droit prime la force[réf. nécessaire].
- Nécropole nationale d'Eygalayes : édifiée à l'une des entrées du village Aux morts du maquis, 35 tombes de maquisards fusillés par les Allemands le 22 février 1944[réf. nécessaire].

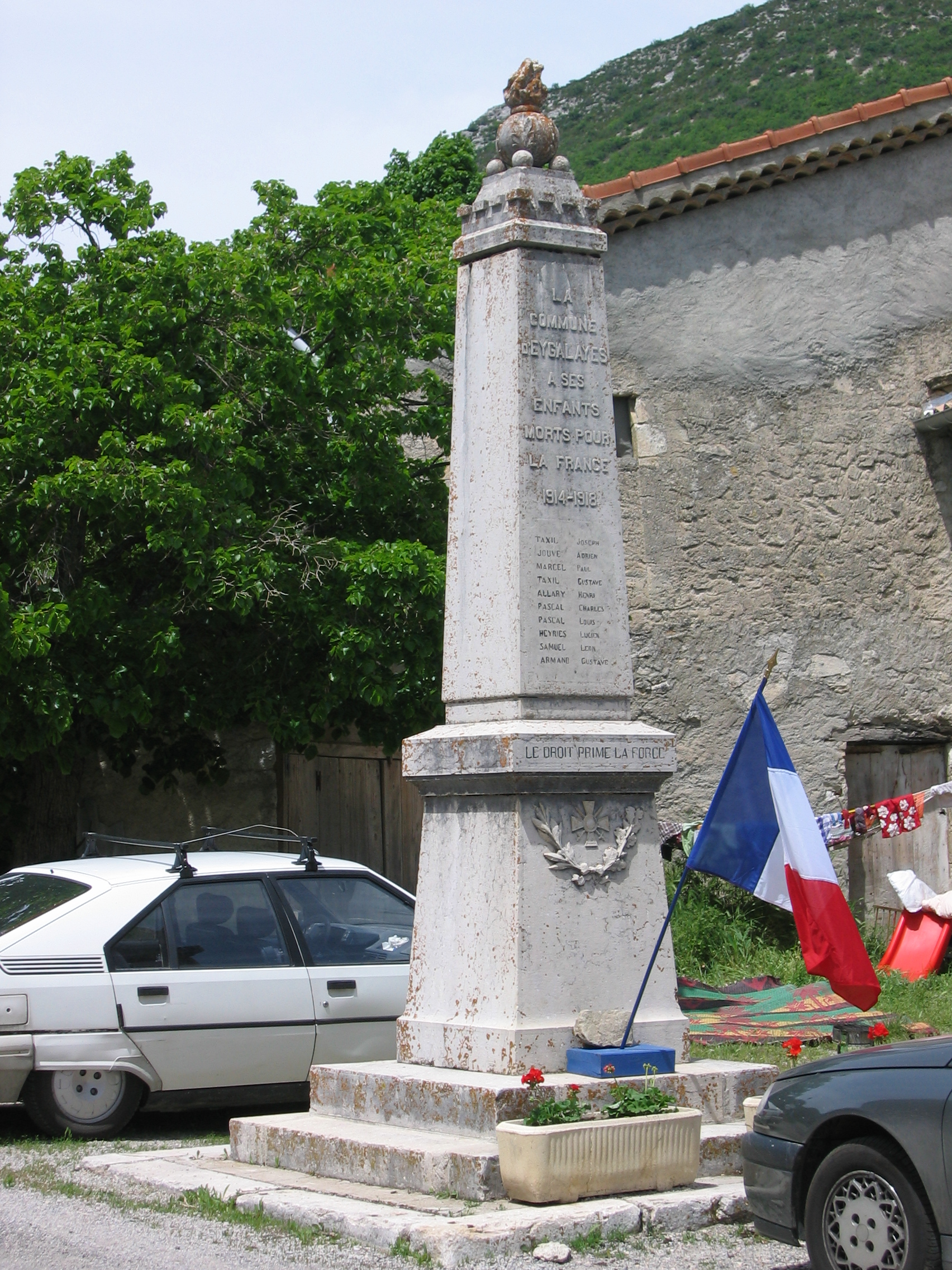
Monument aux morts d'Eygalayes (Première Guerre mondiale) : Le droit prime la force.
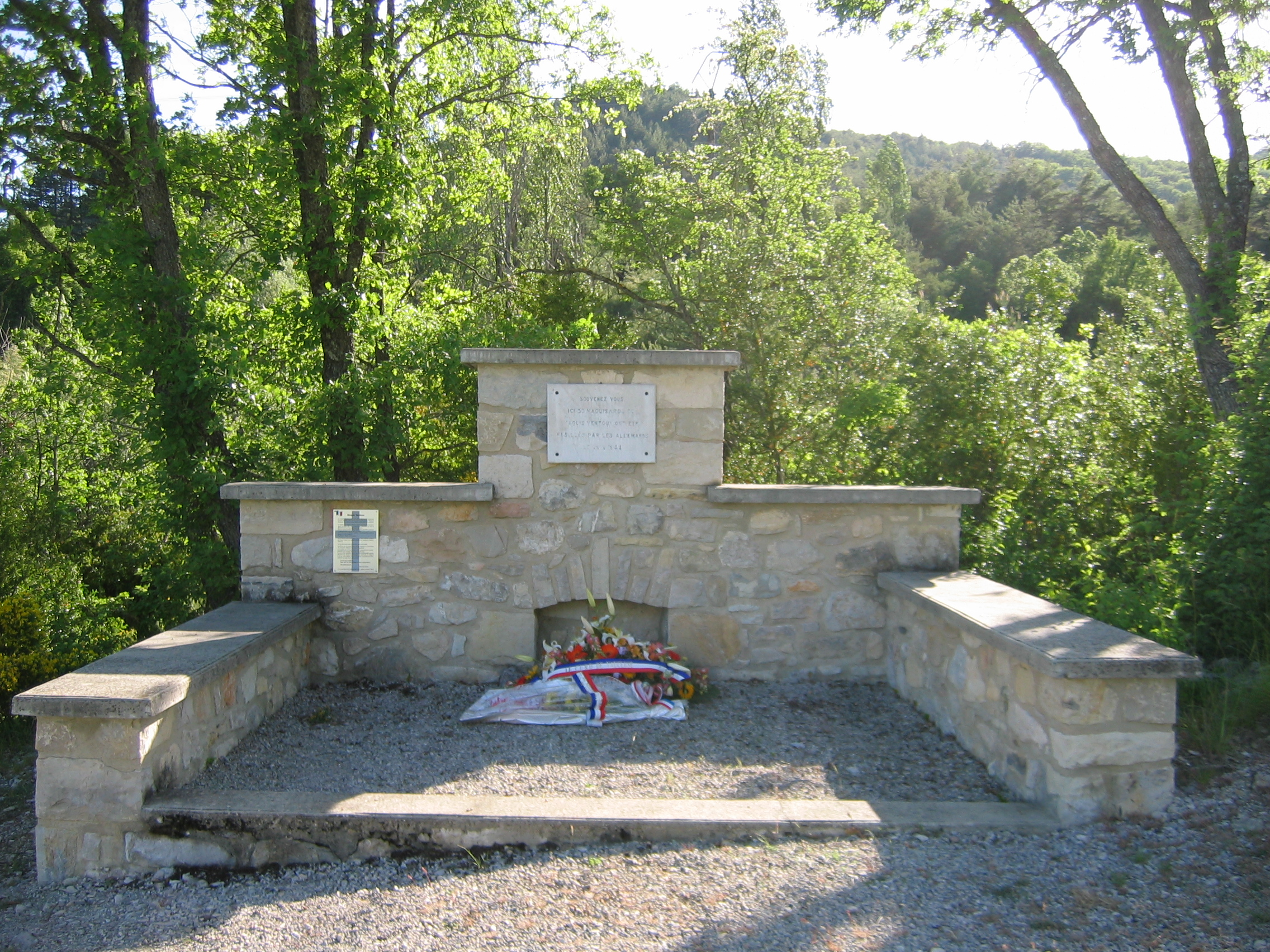
Stèle commémorative du lieu où ont été fusillés 35 maquisards du Ventoux le 22 février 1944.

### Personnalités liées à la commune
- Lucien Bertrand (1847-1929), homme politique français, député de la Drôme de 1902 à 1919, né à Eygalayes.

## Pour approfondir